# Hoa mộc
Hoa mộc hay cây mộc, mộc tê, quế hoa (tên khoa học: Osmanthus fragrans) là loài thực vật bản địa của châu Á, từ tây và đông dãy núi Himalaya đến Hoa Nam (Quý Châu, Tứ Xuyên, Vân Nam), Đài Loan, miền nam Nhật Bản (Kyushu).

## Lịch sử phân loại
Loài này được nhà tự nhiên học người Thụy Điển Carl Peter Thunberg mô tả lần đầu tiên dưới danh pháp Olea fragans năm 1784 theo mẫu thu thập tại tỉnh Nagasaki, Nhật Bản. Tên gọi thông thường tại Nhật Bản theo Thunberg là moksei (= mộc tê).
Năm 1790, nhà thực vật học người Bồ Đào Nha João de Loureiro thiết lập chi Osmanthus, với loài được ông mô tả Osmanthus fragans sinh sống trong vườn tại Nam Kỳ. Tên gọi thông thường mà Loureiro ghi nhận là α) Hoa mouc tây (= hoa mộc tê). β) Mŏ sī hōa (= mộc tê hoa), Guéi hōa (= quế hoa). Ông cũng cho rằng nó là cùng một loại cây như Thunberg gọi là moksei.

## Từ nguyên
Osmanthus có nguồn gốc từ tiếng Hy Lạp cổ ὀσμή (osmḗ, “mùi”) và ἄνθος (ánthos, "hoa"). Tính từ định danh fragans là tiếng Latinh nghĩa là hương, hương thơm.

## Các thứ
Bao gồm 2 thứ là:
- Osmanthus fragrans var. aurantiacus Makino, 1902: Bản địa miền nam đảo Kyushu, Nhật Bản. Du nhập vào bán đảo Triều Tiên.[9]
- Osmanthus fragrans var. fragrans: Bản địa khu vực miền bắc Ấn Độ (Assam, Tây và Đông Himalaya), Bhutan, Campuchia, Đài Loan, Myanmar, Nepal, đông bắc Pakistan (Tây Himalaya), Thái Lan, miền nam và đông Trung Quốc, Việt Nam. Du nhập vào bán đảo Triều Tiên và quần đảo Mariana.[10]

Tại Trung Quốc người ta chia thành các thứ như sau:
- Đan quế (O. fragrans var. aurantiacus): Hoa màu vàng cam, mùi thơm nồng, phiến lá dầy, sẫm màu.
- Kim quế (O. fragrans var. thunbergii): Hoa màu vàng kim, mùi thơm nồng, phiến lá khá dầy.
- Ngân quế hay mộc tê (O. fragrans var. latifolius): Hoa màu trắng hơi ánh vàng, mùi ít thơm, phiến lá hơi mỏng.
- Tứ quý quế hay nguyệt nguyệt quế (O. fragrans var. semperflorens): Hoa màu hơi trắng hoặc ánh vàng, mùi ít thơm, phiến lá mỏng. Ra hoa quanh năm.

## Sinh trưởng

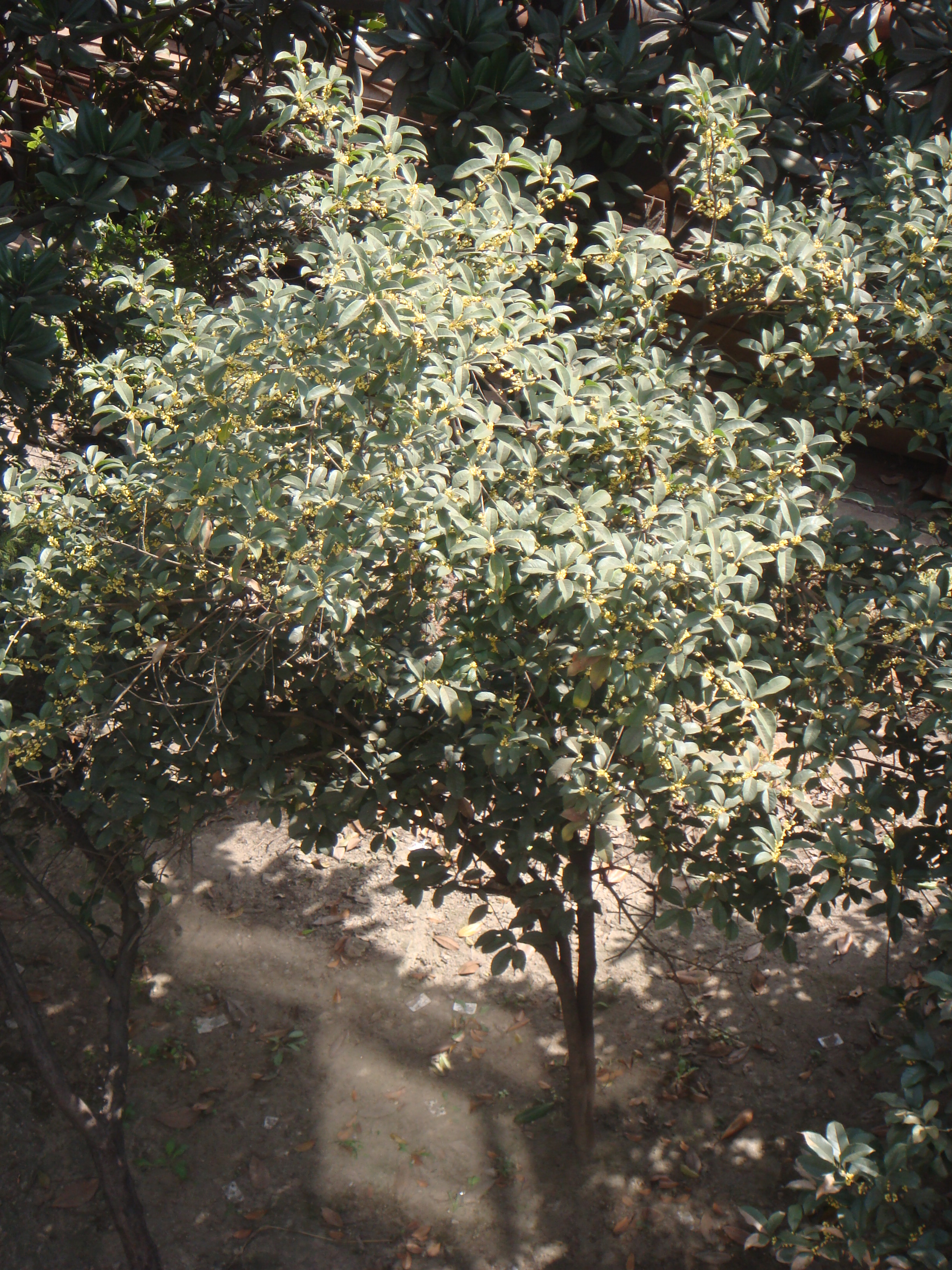
Hoa mộc nở rộ ở Tĩnh Giang, thuộc tỉnh Giang Tô, Trung Quốc.

Hoa mộc là cây bụi hoặc cây gỗ nhỏ, thường xanh, có thể cao 3–12 m. Lá dài 7–15 cm và rộng 2,6–5 cm. Hoa có thể có các màu bao gồm màu trắng, vàng nhạt, vàng hoặc vàng cam, dài khoảng 1 cm, mùi từ thơm nhẹ tới thơm nồng. Ở Việt Nam thường gặp hoa màu trắng. Quả màu tím đen, dài 10–15 mm, chín vào mùa xuân, khoảng sáu tháng sau khi hoa nở.

## Sử dụng

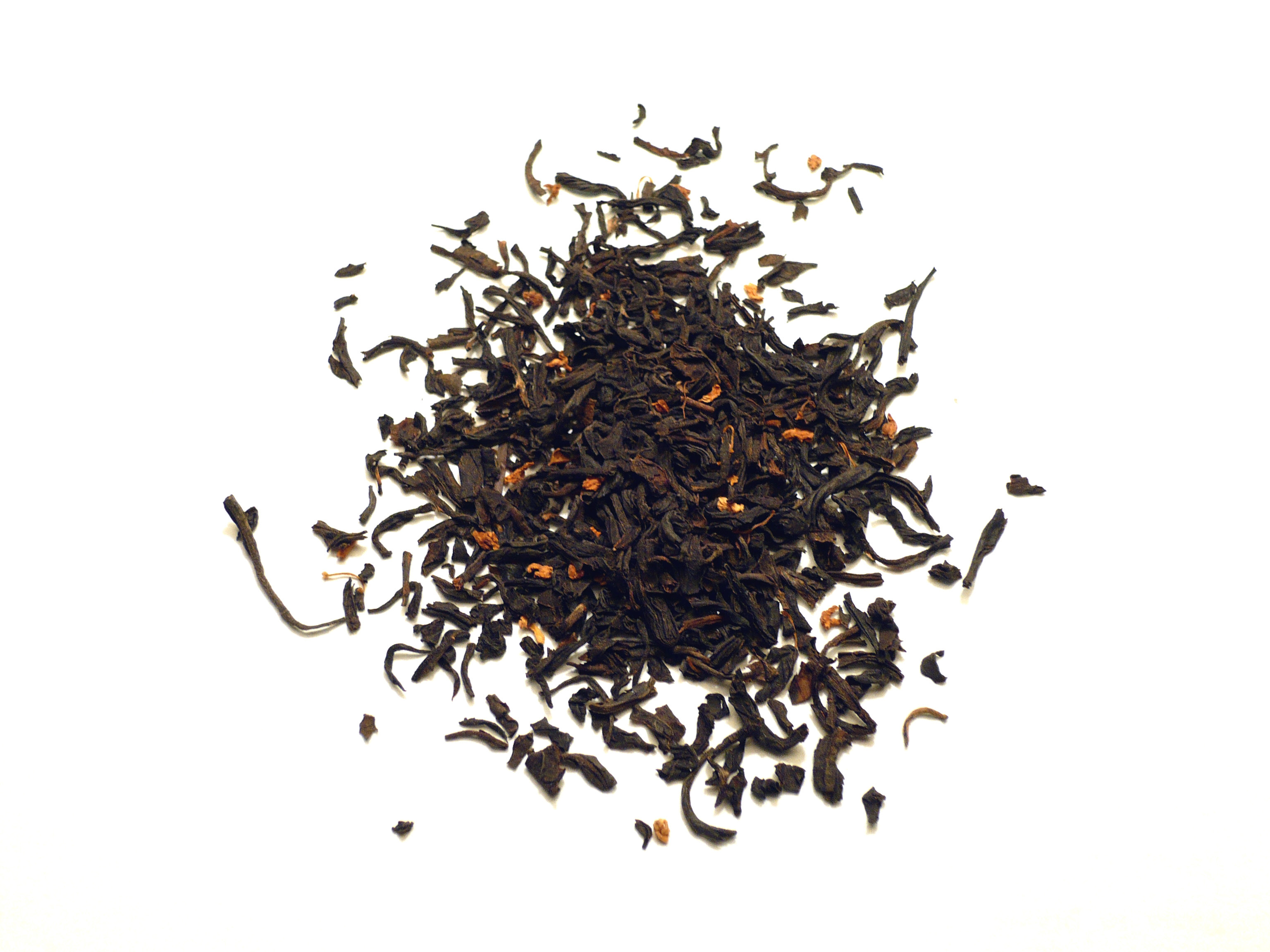
Trà ướp hoa mộc

Cây hoa mộc được trồng làm cảnh tại châu Á, châu Âu, Bắc Mỹ và nhiều nơi khác trên thế giới, do hoa có mùi thơm giống mùi đào chín hoặc mơ chín.
Tại Việt Nam, loài hoa này mọc hoang ở Ninh Bình (Vườn quốc gia Cúc Phương), Kon Tum và được trồng ở nhiều nơi.
Hoa mộc dùng để ướp trà, dùng làm nguyên liệu chính cho món bánh quế hoa, một số bộ phận khác của cây cũng được dùng làm các vị thuốc trong đông y.